# Sociedad Deportiva Formentera
La Sociedad Deportiva Formentera, más conocida como Formentera, es el club de fútbol español del municipio de San Francisco Javier (Islas Baleares). Fue fundado en 1971 y milita en Tercera RFEF. Actualmente el club cuenta con 13 equipos de diferentes categorías, 228 deportistas inscritos, 19 entrenadores y 325 socios.

## Historia

### Fundación de la SD Formentera y década de los 70
Las gestiones para la creación de una entidad con estatutos las inició el cura de San Fernando, José Costa Guasch, en los años 1966-67 al no tener un club oficial, motivó a muchos jóvenes de Formentera a jugar al fútbol y, incluso, se llegaron a crear pequeños equipos. En 1970 impulsado por la delegación federativa de Ibiza para crear más clubs para tener más competibidad en la Regional Preferente de Ibiza-Formentera José Costa Guasch no se lo pensó y creó el 17 de diciembre de 1970 la Sociedad Deportiva Formentera, siendo él mismo presidente y empleando la propia casa parroquial como sede. Los colores elegidos son los actuales, camiseta roja y pantalón y medias de color negro. No fue, sin embargo, hasta el 7 de septiembre de 1971, cuando surgió la primera junta directiva, año de la fundación del club. Su presidente fue Antonio Torres Torres, y la junta directiva estaba formada por Hilario Serra Mayans, Josep Marí Serra, Antoni Tur Mayans, Josep Serra Ferrer, Francisco Ferrer Ferrer, Jaume Costa Juan, Joan Mayans Mayans, Ángel Cuesta Juan, José Torres Juan, Joan Ferrer Castelló y Juan Marino Costa. Los delegados nombrados fueron José Costa Guasch, Miguel Campillo Torres. El estadio era el Camp de Can Joan des Pla, en Sant Ferran.

#### Primera Junta
En esta primera junta se acordó la inscripción de la Sociedad Deportiva Formentera en la Federación Balear de Fútbol y la participación en la liga de aficionados de Ibiza en las categorías de primera regional y juveniles (la categoría de infantiles no se incorporó hasta la temporada 1979/80). 

##### Campo
El domicilio social de la nueva entidad deportiva estaba en la casa parroquial de San Fernando y se propuso como campo de deportes un terreno situado en la finca de Joan Pla, en San Fernando. Fue utilizado como tal hasta el 30 de septiembre de 1973, año en que se inauguró el nuevo campo de deportes, situado en Can Pere Blai en San Francisco Javier, con un partido oficial de liga contra el San Rafael.

##### Detalles Formales
Se acordó que el equipaje de la S.D. Formentera sería pantalones negros, camiseta roja y medias negras. Un equipaje que se ha mantenido hasta día de hoy. El primer entrenador del equipo formenterense fue José Costa Guasch.

##### Primeros Pasos
A nivel deportivo, las mayores logros de este club en la década del setenta fue Campeón Liga de aficionados de Ibiza en la temporada 1977-78, Subcampeón de Ibiza y Formentera y ascenso a Tercera División Balear en la temporada 1978- 79. Hasta ese momento, ésta fue la campaña más brillante del club, que tenía como entrenador Enrique Sáez. En la temporada siguiente 1979-80 la SD Formentera participó en la liga de Tercera División, donde destacaban jugadores como José Marino de la Fuente "Pepín", José Juan Torres "Campanitx", Antoni Torres Ferrer "Paia", Eduardo Costa Torres "paciencia" o Joan Mayans Escandell "Pereira" , entre otros. 
Otra fecha importante en la primera década de este club fue el 11 de mayo de 1975. El Estadi Municipal de Sant Francesc acogió el enfrentamiento entre un Formentera reforzado con jugadores de Ibiza que se enfrentó con el Borussia Mönchengladbach. Fue precisamente en este partido cuando el jugador alemán Berti Vogts, propuso la creación de un campeonato internacional juvenil y que tenía como trofeo simbólico una copa, el Trofeo Formentera. La primera edición del torneo juvenil se celebró los días 5 y 6 de junio de 1976. Participaron el Borussia Mönchengladbach, 1. F.C. Colonia, Real Club Deportivo Mallorca y SD Formentera. Este torneo se repitió trece ediciones más pero en diferentes épocas y participaron equipos de Alemania, Italia y España.

## Años 80 y 90
En las décadas de los años ochenta y noventa fueron unos años de estabilidad en el club, trabajando en el fútbol base y seguir organizando torneos internacionales de fútbol. En la temporada 1990-91 la SD Formentera se proclamó campeona insular de la liga regional de Ibiza y Formentera. Fue una temporada histórica para el club. Aquel equipo dirigido por Pep "Pujolet" y Alfonso Moreta arrasó en la liga regional y participó en el play-off de ascenso a Tercera División Balear. En esta eliminatoria se enfrentó al Constancia, Pollensa y Llosetense, pero no tuvo éxito y no pudo subir de categoría. La temporada 1992-93 fue una liga apasionante. El equipo formenterense, que en ese momento dirigía Jaume Ramis "Isidro", luchó hasta el final con el San Rafael para hacerse con el campeonato.

### La Gran Decepción
La SD Formentera encadenó 11 victorias consecutivas en los últimos partidos y se proclamó campeona de liga gracias una victoria en casa en la última jornada contra el Hospitalet por un contundente 6-1. Consiguió, de este modo, una nueva oportunidad de jugar en Tercera. En la liguilla de ascenso le tocó luchar con el Recreativo de Victoria, Montuiri y la España de Lluchmayor. Fue un play-off muy igualado y el Formentera fue equipo de Tercera hasta los últimos minutos del último partido contra Victoria. Los rojinegros ganaban por 0 a 1. Pero, en el minuto '88 de partido el Victoria consiguió el empate 1-1 y pasado el '90, ya en tiempo añadido, marcó el 2-1 definitivo dejando ninguna posibilidad al Formentera de subir de categoría. Los nombres más destacados de aquel equipo eran Vicente García, Jaume Ferrer, Vicente Mayans, Pep Ferrer "Sala", Paco Cabezuelo, Jesús Marí, Juanjo Verdera, Antoni Ferrer "Toni 13", José Antonio Muñoz, Vicente "Tiendas", Blai Mayans y Vicent Pins, entre otros. Unos años más tarde, en la temporada 1999-00, nuestro equipo disputó la liguilla de 1ª regional. Era una liguilla que jugaban los equipos de Ibiza y Formentera que no habían quedado entre los 4 primeros en liga regular. Esta liguilla la ganó el Formentera y disputó, sin éxito, el campeonato de Baleares contra el Collerense, que había quedado campeón de la liga 1ª regional de Mallorca.

## De 2000 a 2007
La década de 2000 fueron unos años de transformaciones en la entidad. La SD Formentera ya estaba consolidada como club y seguía ejerciendo la labor de formación de jugadores en el fútbol base. El primer equipo militaba en la liga regional preferente pero sin conseguir éxitos destacados. Se mantuvo en esta liga insular entre las Pitiusas durante varios años sin conseguir el ascenso a Tercera División, un hito que sólo se había conseguido en la temporada 1978-79. Se continuaban celebrando campeonatos internacionales de fútbol en las categorías inferiores, lo que motivaba a los jóvenes de la isla a practicar este deporte. A partir del año 2004, la SD Formentera entró en una dinámica negativa. Fueron unos años difíciles para el club. No había motivación por parte de los jóvenes, los aficionados apenas acudían al campo los días de partido y algunos de los entrenadores dejaron sus equipos. De hecho, en 2007 la junta directiva fue disuelta.

## De 2007 a 2012
El 2 de septiembre de 2007, una gestora se tuvo que hacer cargo del club hasta que se convocaran unas elecciones para elegir un nuevo presidente y una nueva junta directiva. Esta fecha fue el 12 de abril de 2008. Felip Portes asumió la presidencia del club, que en ese momento estaba prácticamente hundido. Portes, ya formaba parte de la gestora que se había hecho cargo de la entidad unos meses antes. Este fue el punto de inflexión de la SD Formentera.

### El Despegue
La nueva directiva se encontró con el reto de revertir la inercia negativa que el Formentera había acumulado a lo largo de los últimos años. La dedicación altruista, pero muy profesional, que hace ver la Dirección se basaba en conseguir el éxito deportivo, social y económico. La primera legislatura de Portes estuvo marcada por el saneamiento de las cuentas del club y el inicio de un proyecto deportivo ambicioso para situar la SD Formentera en primera línea. 
En ese momento la directiva decidió apostar por tener un primer equipo fuerte y de referencia con aspiraciones de subir a Tercera. Se fichar varios jugadores que hicieron aumentar el nivel competitivo del nuevo Formentera. En la liga regional de Ibiza y Formentera nuestro equipo, reforzado con los nuevos fichajes, no tardó en dar buenos resultados. Fue de la mano de un nuevo entrenador, Miguel Ángel Ruíz, que se hizo cargo del equipo a mediados de temporada 2009-10. 
Concretamente, en enero de 2010. En la temporada 2010-11 el Formentera ya era un equipo de referencia y quedó subcampeón de la liga regional de las Pitiusas. El público, poco a poco, volvía a acudir a las gradas del campo y se ilusionaba con el nuevo equipo competitivo. Cada vez la SD Formentera era más mediática.

#### Ascenso a Tercera División
El primer gran éxito deportivo de la nueva directiva llegó a la temporada 2011-12. Se proclamó campeón de liga de Ibiza y Formentera, y volvía a jugar una eliminatoria de ascenso a Tercera División después de muchos años. Pasó de primera ronda contra el Xilvar. En segunda ronda, el equipo de Miguel Ángel Ruíz quedó eliminado contra el Andrach. Pero el hecho de haber quedado campeón de liga le daba la oportunidad de una repesca. Aunque había posibilidades. Quedaba una plaza en Tercera que había dejado vacía el Binisalem, que paralelamente al Formentera, jugaba el ascenso a 2ª B contra el Real Madrid C y lo superó. Por lo tanto, era el momento de Formentera. Aquella repesca, sin embargo, no se llegó a jugar para que el equipo contra el que se tenía que enfrentar se retiró. Lo cual significó el ascenso directo de la SD Formentera a Tercera División.

## De 2012 Hasta Hoy
La segunda legislatura de la directiva que presidía Felip Portes fue continuista de la planificación deportiva que se había iniciado ya en 2007, cuando la gestora se hizo cargo del club. Además, fueron los años de mayor proyección de la SD Formentera y cuando llegaron los mayores éxitos para la entidad. La temporada 2012-13 el Formentera era ya equipo de Tercera. Se fichó a un nuevo entrenador para que diera más profesionalidad al proyecto deportivo, fue Luis Elcacho, exjugador de Primera División y entrenador consolidado. También se ficha nuevos jugadores para formar un equipo con garantías de mantenerse en la categoría autonómica.

### Temporada 2012 - 2013
En esta primera campaña en Tercera el equipo hizo un papel excelente. Quedó tercero en la liga y se clasificó por primera vez en la historia en una eliminatoria de ascenso a Segunda B. Este hito sirvió para situar a Formentera en el panorama deportivo nacional y ser uno de los principales focos mediáticos de la prensa deportiva balear. En esta primera ronda de play-off tocó jugar en Cantabria, contra el Cayón, pero no hubo suerte y los formenterenses cayeron en el intento de subir de categoría. A pesar de haber perdido, la afición estaba absolutamente al lado del equipo y se tomó esta eliminatoria como una fiesta, ya que casi nadie se imaginaba que la primera temporada en Tercera, en la época actual, el equipo tuviera aspiraciones de ascender a Segunda B.

### Temporada 2013 - 2014
La siguiente temporada, 2013-14, el Formentera ya era uno de los referentes de la categoría balear. Uno de los puntales al que todos los equipos miran con respeto. En una temporada en tercera había maravillado en todo los campos que visitaba. Aquella liga la jugó con carácter. Terminó segundo clasificado y una vez más, para el disfrute de los socios y aficionados, volvía a participar en un play-off de ascenso a Segunda B. 
Esta vez la SD Formentera llegó aún más lejos que la temporada pasada. Contra todo pronóstico superó las dos primeras rondas contra el Villarobledo (0-0 y 1-1) y la Montañesa (2-0 y 3-1) respectivamente. Pasaba a tercera ronda, que era la última para poder llegar a la siguiente categoría. Se enfrentó al Eldense. El partido en casa fue muy igualado y se empató a cero. El partido de vuelta se disputó en Elda, donde un gran grupo de seguidores se desplazó con el equipo. Era una oportunidad de oro para ascender y nadie se lo quería perder. Pero, el final del encuentro terminó con el resultado de 2-1 a favor de los locales, quedando los formenterenses en la puerta del ascenso. 
A partir de aquí la imagen del Formentera ya era mucho más sólida. Ahora ya sí era un equipo potente y con posibilidades de hacer grandes cosas en el fútbol. No solo el primer equipo consiguió resultados maravillosos. Los juveniles del club, entrenados por Diego Romero, también se proclamaron campeones de la liga insular y se clasificaron para la liga Nacional. Otro hito jamás alcanzado.

### Temporada 2014 - 2015
La temporada 2014-15 fue una campaña histórica. El equipo se siguió reforzando y cada vez más el nivel competitivo era más alto. Aparte de fichajes de jugadores también se promocionaban los de la categoría juvenil, que ese año competían en la liga nacional. El Formentera se proclamó campeón de Tercera por primera vez en la historia. Es el máximo trofeo conseguido por el club hasta ese momento. Los aficionados estaban eufóricos y la Junta Directiva se emocionaba por el trabajo realizado. Tocó jugar de nuevo un play-off de ascenso a la categoría superior. 
Pero esta ocasión, el hecho de haber quedado primero de la liga sólo tenía por delante una ronda, con opción de repesca si perdía. Tocó el Peña Sport, de Tafalla, un rival muy duro que ganó la eliminatoria. Por lo tanto, quedaba aún otra opción. Fue ante el Sanluqueño, de Cádiz. El partido de ida, jugado en Formentera, finalizó con el empate a cero y el campo registró la máxima afluencia de espectadores, y superó las mil novecientas personas. Por tanto, el sueño de llegar a segunda B estaba cada vez más cerca. Pero un resultado de 1-0 en Sanlúcar, acabó con las aspiraciones de ascender.
Sin embargo, había una alegría más en aquella temporada. También se pudo participar, por primera vez en la historia del club, en una eliminatoria de la Copa del Rey. En la primera ronda la SD Formentera superó el Alcoyano por 1-2. La siguiente ronda tocó viajar en el país Vasco, en Vizcaya, para enfrentarse a un rival muy fuerte; el Barkaldo. Allí el equipo de Elcacho perdió 3-1, eliminando así cualquier opción de continuar en este campeonato nacional. Aun así, fue un regalo para los amantes de fútbol de la isla pudo haber formado parte de la Copa.

### Temporada 2015 - 2016
Llega la temporada 2015-16 con un Formentera que defendía título y que quería repetir. Finalmente, terminó la liga como segundo clasificado, por detrás del Real Mallorca B. Se volvió a clasificar para el ascenso a Segunda B, por cuarta vez consecutiva desde que es equipo de Tercera. Tocó jugar contra el Mar Menor, de Murcia, en primera ronda. A su campo el equipo consiguió un gran triunfo ganando por 0-1. En el partido de vuelta, la SD Formentera, se confió y cayó por 0-2 en casa con un gol en el último minuto en un claro fuera de juego. En las categorías inferiores también hubo alegrías. 
Los juveniles, dirigidos por Paco Cabezuelo, se proclamaron campeones de su liga. A pesar de los buenos resultados deportivos, fue un año de cambios en el club. Felip Portes y su directiva pusieron punto final a su proyecto.

### Temporada 2016 - 2017
El 19 de marzo de 2016, Xicu Ferrer, asumió la presidencia de la SD Formentera con el reto de seguir la línea ascendente que la directiva anterior había encaminado en las dos legislaturas pasadas. Se finalizó la temporada y se confeccionó un equipo lleno de caras nuevas y con un nuevo entrenador: Tito García Sanjuán. En la temporada 2016-17 llegó la felicidad más grande que la afición de Formentera ha vivido nunca. No solo para que el proyecto deportivo sigue adelante, sino porque ahora ya es una posibilidad real de subir a Segunda B, acumulando cuatro eliminatorias de ascenso consecutivos a esta categoría.
Esta temporada terminó con una SD Formentera como campeona de la Tercera y con serias aspiraciones de subir a Segunda División B. El sorteo dichoso, emparejó al equipo de la pitiusa menor con un filial de equipo de primera división, el Alavés B.

#### El Ascenso
En la ida, la SD Formentera ya se sacó medio billete a Segunda División B. El conjunto de Tito García Sanjuán superó en el encuentro de ida al Alavés B (2-0) y el siguiente domingo, en Vitoria, esperaba lograr el ansiado ascenso a la categoría de bronce del fútbol nacional.
El conjunto local sólo necesitó 18 minutos para adelantarse en el marcador. Willy botó un saque de esquina en la banda izquierda y Alejandro, en pugna con el delantero Juan Antonio, introdujo el balón en propia puerta. Era el 1-0, el gol de la tranquilidad y que colocaba al equipo pitiuso más cerca del ascenso. 
El dominio del Formentera se mantuvo durante toda la primera mitad, aunque no se tradujo en el marcador. En el segundo tiempo el Alavés B intentó estirarse en busca del gol del empate, aunque Contreras y la defensa rojinegra evitaron cualquier peligro. Por si fuera poco, Juan Antonio, en el tiempo añadido, logró el segundo gol de su equipo, que prácticamente sentencia la eliminatoria.
Finalmente, el Formentera hizo historia. Logró ascender a la categoría de bronce del fútbol nacional por primera vez. Jamás antes el equipo de la menor de las pitiusas había estado en esta división, había logrado un ascenso histórico. Y lo ha conseguido mediante una victoria (0-1) en el campo del Alavés B. Agus, en los últimos coletazos del partido, ha refrendado con su diana el pase a Segunda B.
Los formenterenses supieron sufrir para mantener su portería a cero ante un rival correoso que llevó la iniciativa en el juego prácticamente desde el primer minuto. Sin embargo, los locales no supieron derribar el muro defensivo que se encontraron enfrente encarnado por un Formentera solvente atrás que supo contener las constantes llegadas de su adversario a base de fe y oficio.
En el minuto 20, Contreras tuvo que hacer alarde de sus reflejos para evitar que un remate del rival acabara en el fondo de las mallas. No fue más que el principio del acoso al que le sometió su joven adversario. Solo diez minutos después el Alavés B volvió a gozar de un clamorosa oportunidad de gol, pero le falló la puntería.
Ya en las postrimerías del primer tiempo, los de casa estrellaron el cuero en el larguero en otra buenísima oportunidad para recortar diferencias en el global de la eliminatoria. Los formentereses se marcharon al descanso con media eliminatoria en el bolsillo y solo 45 minutos por delante para tocar el cielo, para subir.
La segunda parte fue un calco de la primera. El Formentera tuvo que emplearse a fondo para defender su portería ante el empuje de su rival, que buscó el tanto de todas las formas imaginables.
Sin embargo, entre la defensa y el portero Marcos Contreras se bastaron para frenar la ilusión y ganas del Alavés B y subir, por primera vez en la historia de la entidad, a la Segunda División B del fútbol estatal. Agus, con el tiempo cumplido, remachó la machada, con un gol en el 93, del conjunto formenterense.

#### La Hazaña de la Copa
La suerte sonrío al Formentera. El hecho de que en la temporada anterior el Mallorca B ganara la liga le permitía jugar la Copa del Rey. Pero debido a que el primer equipo; el Real Mallorca, ya estaba clasificado para la Copa, no fue posible que dos equipos de un mismo club participen en esta competición. Por lo tanto, el lugar que los mallorquines dejaban la ocuparía el segundo clasificado: la SD Formentera. 
La primera ronda en esta competición fue contra el Saguntino. El partido se jugó en Sagunto, Valencia, y se empató 1-1. En la tanda de penaltis, el portero del Formentera, Marcos Contreras, detuvo dos disparos de los valencianos y los formenterenses ganaron por 3-4. 
La segunda eliminatoria no pudo ser más igualada. Los rojo y negros fueron remontar dos goles en contra y finalizó el encuentro en 2-2. Se tuvo que volver a la tanda de penaltis. Una vez más el Formentera hacía historia y terminó aquella tanda ganando (10-9). En tercera ronda, los de Tito viajaron a Navarra para enfrentarse al Tudelano.
Era el punto deportivo más alto que había llegado el club. No solo los aficionados al fútbol estaban ilusionados, toda la isla estaba apoyando al equipo. Los socios y aficionados que no se pudieron desplazar a Tudela, siguieron el partido por la televisión. Todo el mundo estaba pendiente de ese partido. Ambos equipos empataron a cero. Y se tuvo que decidir, por tercera vez consecutiva, en los penales. Un hecho que pocas ocasiones se ha visto en el fútbol. Una vez más, el portero Marcos Contreras volvió a ser el héroe. Detuvo dos penales de los navarros y se consiguió así una victoria histórica para el club (3-4). Esta victoria no sólo significó que el Formentera se convirtiera en un equipo mediático a escala nacional, sino lo más importante; jugar la siguiente eliminatoria contra un equipo de Primera División y que estuviera jugando en competiciones europeas. 
La suerte decidió que la SD Formentera se enfrentara en los dieciseisavos al Sevilla FC el 30 de noviembre de 2016 en el partido de ida (1-5), en un partido retransmitido por la televisión nacional. El partido de vuelta se jugó el 21 de diciembre de 2016 en el Sánchez Pizjuán (9-1). Esta ha sido la máxima meta deportiva lograda por un club que se ha ganado el respeto de la afición y del mundo del deporte.

### Temporada 2017 - 2018
En la Copa del Rey de fútbol 2017-18 volvió a hacer historia tras eliminar al Athletic Club en Dieciseisavos de final por un global de 2-1 en la eliminatoria a doble partido. Anteriormente había eliminado en primera ronda al Sociedad Deportiva Tarazona empatando a uno y ganando en penaltis (5-4) y al CD Logroñes empatando en los 90 minutos con un 2-2 y ganando en la prórroga  4-3.

## Trayectoria histórica
```
La 
Segunda División B
 fue introducida en 1977 como categoría intermedia entre la 
Segunda División
 y la 
Tercera División
.
Las temporadas 1988-89 y 1989-90 no fue inscrito el primer equipo en ninguna categoría.
```

## Uniforme
- Uniforme titular: camiseta roja, pantalón negro y medias negras.[3]